# Deutschritterordenshaus (Graz)

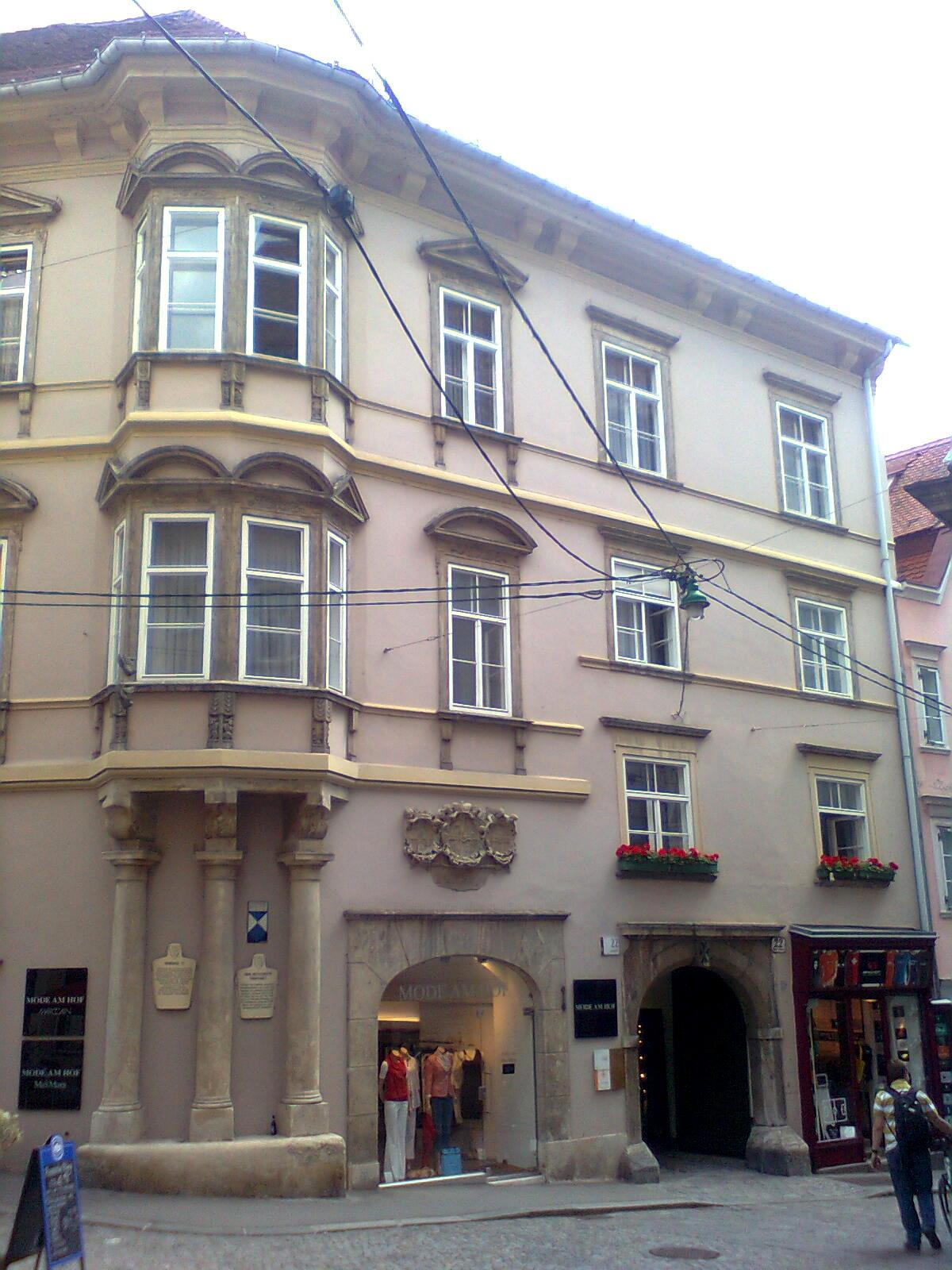
Außenansicht

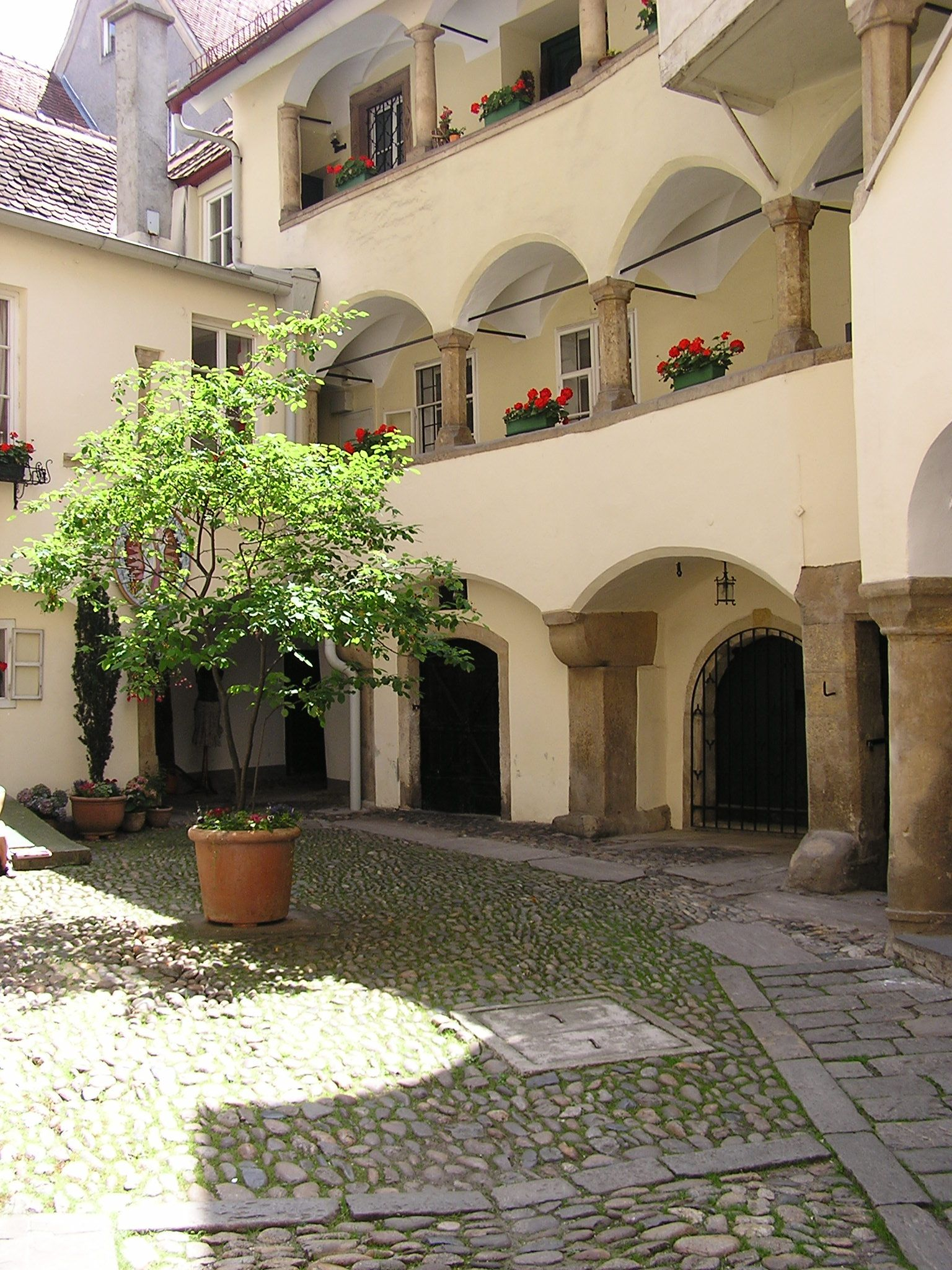
Innenhof

Das Deutschritterordenshaus befindet sich in der Grazer Sporgasse Ecke Hofgasse im ersten Stadtbezirk Innere Stadt.

## Geschichte und Gestaltung
Der Ursprung des Hauses geht bis ins 15. und 16. Jahrhundert zurück. Es diente als Sitz des Deutschen Ritterordens, der auch die Liegenschaften um die Leechkirche mit betreute. Das Haus entstand durch die Zusammenlegung zweier Einzelhäuser an der Stelle, die „in der Grueb“ genannt wurde. Das Gebäude selbst wurde laut einer wappenverzierten Inschrift am 1. Oktober 1689 vom Grafen Seyfried von Saurau für den Ritterorden erworben und von 1690 bis 1694 mit der Hofgasse verbunden. Die glatte Fassade zeugt vom Stil der Spätrenaissance und besitzt ein Marmorrelief. Das Steinportal mit dem Kreuz des Ordens am Schlussstein stammt aus dem ersten Viertel des 16. Jahrhunderts. Von der Sporgasse gelangt man durch ein Tonnengewölbe in den Innenhof. Die Hofanlage zeigt den Übergang von der Spätgotik zur Renaissance und stammt aus den ersten beiden Jahrzehnten des 16. Jahrhunderts. An einer Seite wird der Innenhof von einem vorspringenden Stiegenaufgang beherrscht. Dazu kommen zweigeschoßige Pfeilerarkaden und Säulenarkaden im obersten Geschoß.